# باقور
قرية باقور هي إحدى القرى التابعة لمركز أبو تيج في محافظة أسيوط في جمهورية مصر العربية. حسب إحصاءات سنة 2006، بلغ إجمالي السكان في باقور 26226 نسمة، منهم 13984 رجل و12242 امرأة، ومن أعلامها الشيخ أحمد حسن الباقوري وزير الأوقاف في عهد الرئيس جمال عبدالناصر.